# Austrolimnophila (Mediophragma) delectissima
Austrolimnophila (Mediophragma) delectissima is een tweevleugelige uit de familie steltmuggen (Limoniidae). De soort komt voor in het Neotropisch gebied.